# Стопанство на Унгария
Брутният вътрешен продукт на Унгария за 2004 г. възлиза на 20 414 млрд. унгарски форинта(81 млрд. евро) или около 8000 евро на глава от населението. 65% от БВП се осигурява от сектора на услугите, 31,2% на индустрията и едва 3,8% на селското стопанство. Около 1/3 от износа на Унгария е към Германия, 8% към Австрия. Половината от износа се пада на изделия на машиностроенето и автомобилостроенето. Важни индустриални райони са областта на столицата Будапеща и западната част на страната около границата с Австрия.
Голяма роля за унгарското стопанство играе туристическия сектор. Важни туристически центрове са столицата Будапеща и езерото Балатон.
Растежът на унгарската икономика за 2004 г. е 4,6%. Процентът е сравнително по-малък от другите новоприсъединили се страни към ЕС през 2004 г.
Унгария е страна със сравнително малък процент на безработица. Към 2005 г. безработицата сред трудоспособното население е едва 7,2%.
Унгария е рекордьор сред новоприетите страни членки в ЕС с бюджетен дефицит от над 10% за 2005 г.
Към 2005 г. 22% от унгарските домакинства имат достъп до интернет.